# Гари (Шекснинский район)
Гари — деревня в Шекснинском районе Вологодской области.
Входит в состав сельского поселения Нифантовского, с точки зрения административно-территориального деления — в Нифантовский сельсовет.
Расстояние по автодороге до районного центра Шексны — 7 км, до центра муниципального образования Нифантово — 5 км. Ближайшие населённые пункты — Красное, Кочино, Кичино.
По данным переписи в 2002 году постоянного населения не было.